# Odin Staveland
Odin Aarvik Staveland, född 14 december 1985, är en kompositör, textförfattare och musiker från Haugesund, Norge. Han har komponerat "Balladen om Selma" till filmen Ikke naken tillsammans med sin far, Øyvind Staveland, ledande medlem i musikgruppen Vamp. Han spelar trummor i Haugesund Popensemble, och har varit gästtrummis i Vamp och från 2008 fulltidsmedlem i gruppen.

## Diskografi

### Solo
Album
- Mellom husene (2015)

Singlar
- "Blindhet aveny" (2015)
- "Livet" (2015)

### Med Vamp
Album
- Siste stikk (2005)
- I full symfoni (2006)
- St. Mandag (2008)
- I full symfoni II (med Kringkastingsorkesteret) (2010)
- Liten fuggel (2012)
- To me alt (2013)
- Populas (2015)
- La la la (2017)

Singlar
- "Siste stikk" (2005)
- "Kim du nå va?" (2005)
- "Tir n'a Noir" (2006)
- "Velkommen inn" (2008)
- "På bredden" (2008)
- "Ta meg med" (2008)
- "Et nytt land" (2010)
- "Liten fuggel" (2012)
- "Skål" (2012)
- "Elmer" (2015)
- "Passasjerane" (2015)

### Med Haugesund Popensemble
Album
- Haugesund Popensemble (2005)
- Skyld på meg! (2006)

Singlar
- "Skyld på meg!" (2006)
- "Lett som ingenting" (2006)